# Jüterbog
Jüterbog è una città di 12 661 abitanti del Brandeburgo, in Germania.
Appartiene al circondario del Teltow-Fläming.

## Società

### Evoluzione demografica
- Sviluppo della popolazione dal 1875 entro gli attuali confini (Linea Blu: Popolazione; Linea puntata: Confronto dello sviluppo della popolazione dello stato del Brandenburgo; Sfondo grigio: Ai tempi del governo nazista; Sfondo rosso: Al tempo del governo comunista)
- Sviluppo recente della popolazione (Linea blu) e previsioni

| Anno | Abitanti |
| ---- | -------- |
| 1875 | 11 989   |
| 1890 | 12 955   |
| 1910 | 14 104   |
| 1925 | 16 694   |
| 1939 | 20 538   |
| 1950 | 20 923   |
| 1964 | 17 855   |

| Anno | Abitanti |
| ---- | -------- |
| 1971 | 17 389   |
| 1981 | 15 880   |
| 1985 | 15 483   |
| 1990 | 15 065   |
| 1995 | 14 139   |
| 2000 | 13 875   |
| 2005 | 13 141   |

| Anno | Abitanti |
| ---- | -------- |
| 2010 | 12 668   |
| 2015 | 12 314   |
| 2016 | 12 308   |
| 2017 | 12 393   |
| 2018 | 12 311   |
| 2019 | 12 372   |
| 2020 | 12 423   |

Fonti dei dati sono nel dettaglio nelle Wikimedia Commons..

## Geografia antropica

### Suddivisioni amministrative
Jüterbog si divide in 8 zone, corrispondenti all'area urbana e a 7 frazioni (Ortsteil):
- Jüterbog (area urbana)
- Fröhden
- Grüna
- Kloster Zinna
- Markendorf
- Neuheim
- Neuhof
- Werder[senza fonte]

## Amministrazione

### Gemellaggi
- Aßlar, dal 1991[senza fonte]
- Waldbröl[senza fonte]